# بي إم دبليو زد 4 (أي 89)
بي إم دبليو زد 4 (بالإنجليزية: BMW Z4 (E89))‏ هي سيارة من تصنيع شركة بي إم دبليو.